# Herb Pniew
Herb Pniew – jeden z symboli miasta Pniewy i gminy Pniewy w postaci herbu.

## Wygląd i symbolika
Herb przedstawia na błękitnej tarczy złoty  ostrzew na tle dwóch złotych skrzyżowanych kluczy, nad nimi biała związana chusta (nałęcz).
Klucze symbolizują samorządność.

## Historia
Herb powstał prawdopodobnie jeszcze w średniowieczu, najstarsze zachowane przedstawienie pochodzi z XVI wieku.